# 布廷格油庫

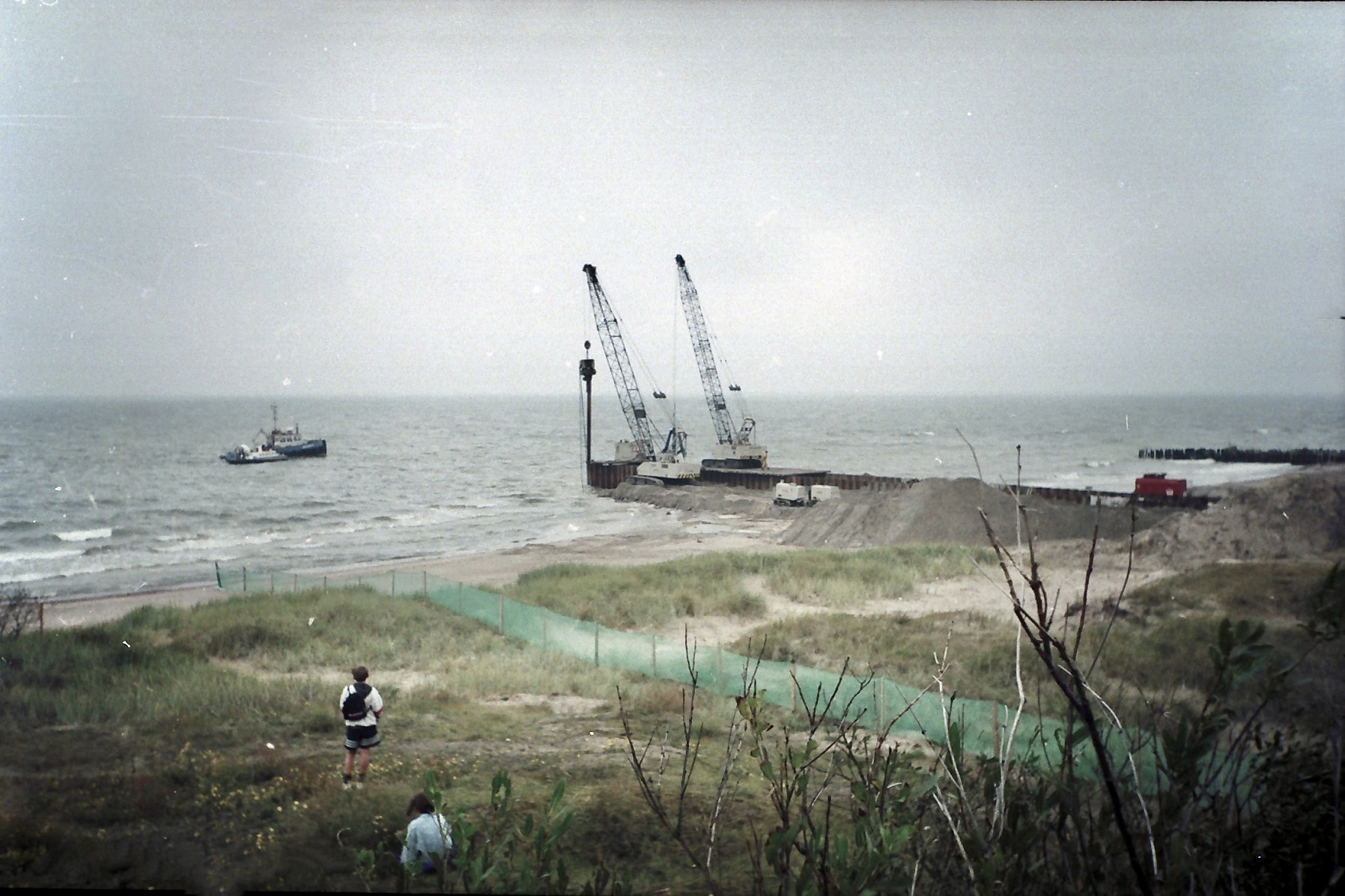
1998年，尚在施工的布廷格油庫。

布廷格油庫是一座位於立陶宛共和國北部布廷格村的油庫，由福陸公司規劃、設計與執行，並由立陶宛奧倫公司以3億美元金額承包施工:153，於1999年7月落成啟用、營運，是立陶宛於1990年自蘇聯獨立以後，第一個大型原油相關建設。該油庫可貯存800萬噸出口原油和600萬到800萬噸的進口原油。

## 地點
布廷格油庫建於波羅的海沿岸的帕蘭加市，位於什文托伊河河口，在立陶宛主要港口克萊佩達港北邊，靠近立陶宛與拉脫維亞邊境，是這片海岸第一座油庫，占地1,239公頃。

## 歷史
布廷格油庫的建設工程，由福陸公司規劃、設計與執行，並由立陶宛奧倫公司以3億美元金額承包施工。油庫建設工程在專案合約的「工程、採購及施工」部分生效後，於1995年7月開始施工，並於1999年7月完工。建成後，布廷格油庫成為俄羅斯原油出口最快的路線。:452001年，布廷格油庫被記錄為「俄羅斯原油出口量增長最快的路線」。:51
布廷格油庫建設具有爭議，主要是擔憂原油外洩造成的問題，且已發生實際案例。1999年，甫竣工不久的布廷格油庫就發生漏油事件，2001年11月又有60噸原油外洩，激怒當地的環境保護運動者。
自2006年7月起，布廷格油庫成為立陶宛奧倫公司唯一的原油供應途徑，因為該公司的合作廠商、俄羅斯國營的盧克石油公司不再讓俄羅斯原油經友誼輸油管道輸送至立陶宛奧倫公司。不過，根據報導，雖然受到俄羅斯切斷原油供應管道及惡劣天候影響，2010年仍有900萬噸原油於布廷格油庫卸油，比2009年同期數據增加7%。另有報導指出，該油庫每年可進口1,200萬噸原油，且能讓高達15萬噸載重等級的油輪進港作業。

## 設施
布廷格油庫的煉油廠設計為「單浮筒繫泊」型態，其卸油能力高達每小時4,932立方（174,200立方英尺）。油輪透過海上浮筒、輸油管、輸油泵及海上碼頭裝卸原油，並透過一條直徑為3英尺（0.91）、長7.5（4.7英里）的近海海底輸油管連結陸上設施，再由22英寸（560）的輸油管連結到3座50,000立方（1,800,000立方英尺）容量的浮頂式儲油罐，並建有輸油泵及單浮筒繫泊碼頭。柴油與石油都儲存在這些儲油罐裡。最後，輸油泵再將原油裝上油罐車，運送到91.5（56.9英里）外、位於馬熱伊基艾附近的立陶宛奧倫公司煉油廠。

## 外部連結
- 官方网站 （立陶宛文）

56°3′35″N 21°6′27″E / 56.05972°N 21.10750°E